# Orden del Ilustre Dragón
La Orden del Ilustre Dragón (chino: 龍光章 Lóngguāng zhāng) fue una condecoración otorgada por el Estado de Manchukuo. Fue establecido por Decreto Imperial N.º 1 el 1 de marzo de 1934 y publicado por ley del 19 de abril de 1934. La orden constaba de una sola clase: Gran Cordón. La orden el equivalente sería la Orden de las Flores de Paulownia japonesa.

## Diseño

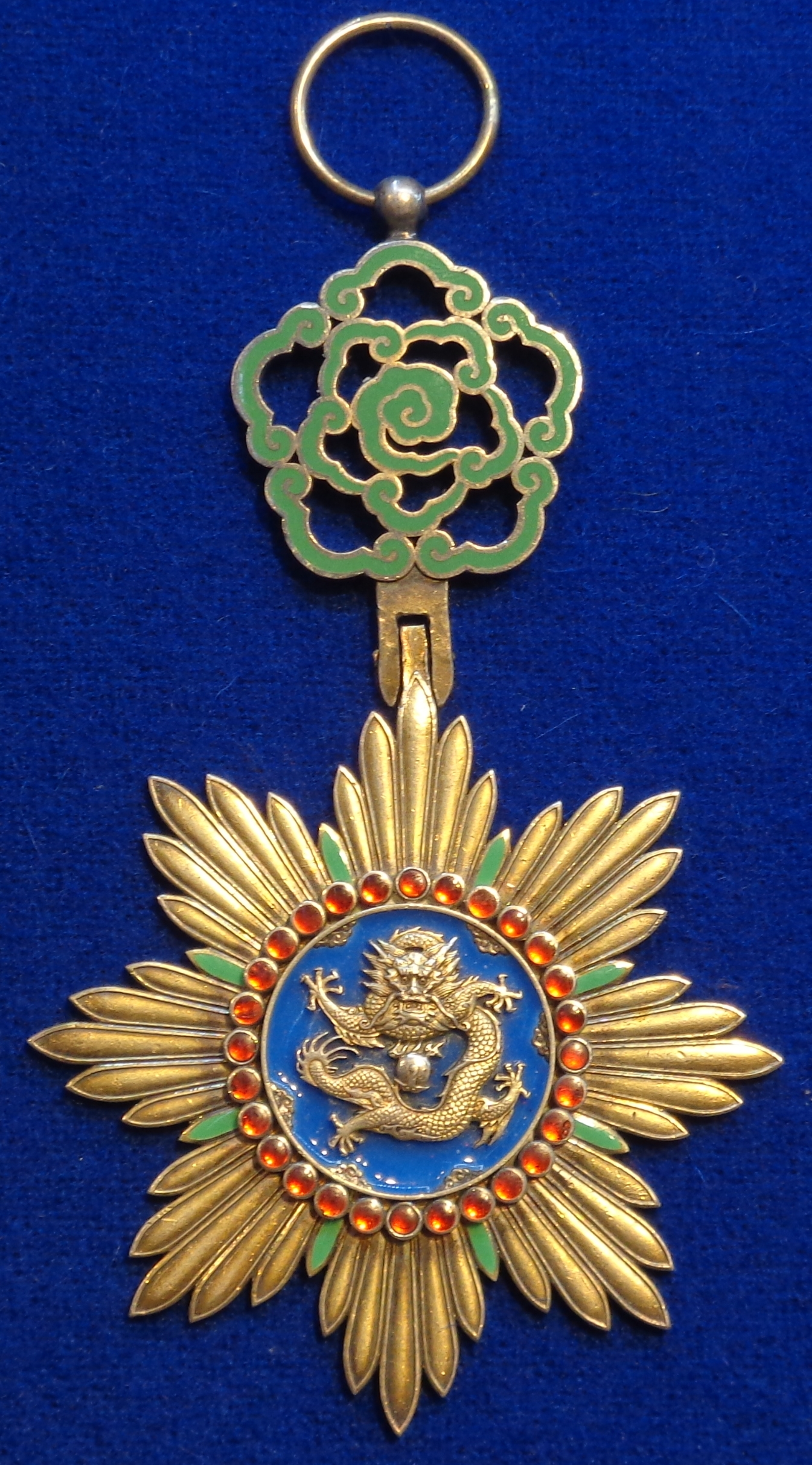
Insignia de la Orden

La medalla de oro tiene forma de estrella y consta de ocho haces de cinco rayos dorados y lisos cada uno. Hay un rayo corto esmaltado en verde entre cada rayo individual. El medallón está rodeado por 28 joyas rojas y muestra un dragón chino estilizado en el centro, que va acompañado de un trozo de nube dorada. El dragón en sí representaba al emperador Puyi. La medalla de la orden y la estrella de la orden asociada coinciden en su apariencia. La medalla tiene un colgante esmaltado en verde que muestra un grupo de nubes que forman un vórtice de nubes central y dos pentágonos concéntricos. La roseta correspondiente es blanca y muestra un anillo azul en el medio. En el reverso de la insignia hay cuatro caracteres: "勲功位章" ("Insignia de la Orden del Mérito").

## Condecorados
Fue otorgada en 33 ocasiones y se suspendió en 1945 después de la invasión soviética de Manchuria.
- Puyi
- Hideki Tojo
- Maximiliano Hernández Martínez